# ليندا إيفانز (كاتبة)
ليندا إيفانز (بالإنجليزية: Linda Evans)‏ هي كاتِبة أمريكية، ولدت في 11 مايو 1947 في فورت دودج في الولايات المتحدة.